# Rome (Georgia)
Rome – jest największym miastem i siedzibą administracyjną hrabstwa Floyd w stanie Georgia, w Stanach Zjednoczonych. Według spisu w 2020 roku liczy 37,7 tys. mieszkańców, w tym 48,4% to białe społeczności nielatynoskie, a 10% populacji miasta deklaruje pochodzenie gwatemalskie. 
Miasto rozwinęło się na siedmiu wzgórzach, między którymi przepływają rzeki, co zainspirowało pierwszych osadników amerykańsko-europejskich do nazwania go Rzymem (ang. Rome), ponieważ tak jak ta europejska stolica powstało na siedmiu wzgórzach.